# Arhysosage ochracea
Arhysosage ochracea är en biart som först beskrevs av Heinrich Friese 1908.  Arhysosage ochracea ingår i släktet Arhysosage och familjen grävbin. Inga underarter finns listade.